# Хилсборо (Охајо)
Хилсборо (енгл. Hillsboro) град је у америчкој савезној држави Охајо.

## Демографија
По попису из 2010. године број становника је 6.605, што је 237 (3,7%) становника више него 2000. године.
| Група             | 2000.         | 2010.         |
| Белци             | 5.741 (90,2%) | 5.905 (89,4%) |
| Афроамериканци    | 407 (6,4%)    | 380 (5,8%)    |
| Азијати           | 68 (1,1%)     | 52 (0,8%)     |
| Хиспаноамериканци | 60 (0,9%)     | 85 (1,3%)     |
| Укупно            | 6.368         | 6.605         |